# 富格尔家族
富格尔家族（德語：Fugger，又译富格爾家族、佛该尔家族）是15世纪到16世纪德意志著名的工商业和银行业家族。早期主要经营纺织品，后因向中欧国家的君主和诸侯出借巨额贷款而获得了许多矿山的开采权和货币铸造权，16世纪初家族产业达到顶峰。富格尔家族的银行业取代了曾经辉煌一时的家族的地位，在16世紀上半可說是基督世界最有錢的家族。富格尔家族还从事对美洲的贸易，在秘鲁建立殖民区，开采美洲的贵金属资源；並且貸款給帝王諸侯，賺取巨額的利息，譬如最重要的債主——西班牙國王兼神聖羅馬帝國皇帝查理五世，就為了在1519年被選帝侯選舉為神聖羅馬帝國皇帝，向富格爾商借了巨額貸款，開始他長達37年的借貸生涯。富格爾家族因此從查理五世手上，獲得豐厚的利權與特許權，並把金融周轉中心設在南尼德蘭的安特衛普（16世紀歐洲的貿易金融中心），把資金投資在歐洲各地利潤較高的事業。
可惜好景不長，當富格爾誠實的顧客查理五世於1558年去世之後（先在1556年退休，把他的「日不落帝國」分給弟弟斐迪南一世與兒子腓力二世），繼承西班牙帝國的國王腓力二世，悍然在1559年宣布西班牙破產，拒付利息與債務，使富格爾資產損失近半。接著在1560年又因為中南美洲的白銀產量陡然暴增（採用新的水銀提煉法，使礦產大幅提升），造成世界的物價革命，富格爾的資產大幅貶值，再次受到重擊，因此很快就在16世紀後葉沒落下來。1607年，隨著大債主腓力三世宣告破產而拒償債務，富格爾終於承受不住，跟著宣告破產了。

## 家族人物
- 雅各布·富格尔